# Archibaldprijs
De Archibaldprijs is de meest prestigieuze prijs voor portretschilders in Australië.
Jules Francois Archibald is de oprichter van deze beroemde kunstprijs. Hij had als doel het schilderen van portretten te bevorderen en daarnaast tevens het promoten van grote Australische schilders.
De Archibald prijs werd voor het eerst in 1921 uitgereikt. De prijs is naast de enorme bekendheid en erkenning een geldprijs van 35.000 Australische dollars.  Het winnende schilderij wordt door een officiële jury van de "Trustees of the Art Gallery of New South Wales" gekozen. 
De prijs gaat nu zijn 82e jaar in.
Enkele winnaars:
- William Dobell - 1943, 1948 en 1959
- William Pidgeon - 1958, 1961 en 1968
- Clifton Pugh - 1965, 1971 en 1972
- Garry Shead - 1992 en 1993
- Wendy Sharpe - 1996
- Lewis Miller - 1998
- Adam Cullen - 2000
- Nicholas Harding - 2001
- Craig Ruddy - 2004

Nicholas Harding won in 2001 met zijn schilderij “John Bell als King Lear” (zie foto’s)